# Psammechinus dubius
Espèce
Synonymes
- †Echinus dubius Agassiz, 1840

Psammechinus dubius est une espèce fossile  d'oursins de la famille des Echinidae.

## Historique
L'espèce Psammechinus dubius a été décrite pour la première fois en 1840 par le zoologiste américain Louis Agassiz (1807-1873) sous le protonyme d’Echinus dubius. En 1846 ce même auteur reclasse l'espèce sous le genre Psammechinus,.

### Fossiles
Selon Paleobiology Database en 2025, cette espèce Psammechinus dubius a cinq collections référencées de fossiles. Ces collections sont du Burdigalien du Miocène inférieur au Langhien du Miocène moyen, c'est-à-dire datent de 20,44 à 13,82 Ma avant notre ère.

### Répartitions
Ces cinq collections proviennent de quatre pays, une collection d'Autriche, une d'Égypte, une de France et deux collections de Suisse.